# Kicsi Bill
A Kicsi Bill (Little Bill) egy amerikai gyerekeknek szóló rajzfilmsorozat, amelyet a világhírű Bill Cosby humorista készített a Nickelodeon/Nick Jr. számára 1999-ben.

## Cselekmény
A sorozat egy "Kicsi Bill" nevű fiúról szól, aki nevével ellentétben a sorozat nem Cosby gyerekkorán, hanem fia (Ennis) gyerekkorán alapul. Különféle kalandokba keveredik kedvencével, egy Elefánt nevű hörcsöggel, apjával, anyjával, testvéreivel és barátaival.

## Közvetítés
Amerikában 1999. november 28-tól 2004. február 6-ig, míg Magyarországon 2009-ig sugározták a sorozatot. Összesen 4 évadot élt meg 52 epizóddal. Az USA-ban és Magyarországon is egyaránt a Nick Jr. vetítette.